# Göran Bergort
Göran Bergort (14 febbraio 1968) è un allenatore di calcio ed ex calciatore svedese, di ruolo centrocampista.

## Carriera

### Giocatore

#### Club
Bergort cominciò la carriera con la maglia del Falu, per poi passare al Brage. Fu successivamente un calciatore del Norrköping, per poi emigrare in Norvegia e militare nelle file del Bryne. Dopo un biennio, tornò in Svezia per giocare nel Sylvia. Chiuse la carriera al Brage.

### Allenatore
Nel 2004, fu allenatore del Brage. Dal 2009 al 2010, ricoprì il medesimo incarico al Norrköping.